# نیکی اس. لی
نیکی سونگ‌هی لی (کره‌ای: 이승희؛ زادهٔ ۱۹۷۰) معروف به نیکی اس. لی یک هنرمند تجسمی اهل کره جنوبی است. لی مستقر در نیویورک و سئول است و به‌طور حرفه‌ای در زمینهٔ عکاسی و فیلم کار می‌کند.

## کالکشن‌ها
آثار لی در کالکشن‌های دائمی زیر نگهداری می‌شوند:
- موزه و بوستان مجسمه هرش‌هورن، واشینگتن
- موزه گوگنهایم نیویورک، نیویورک
- موزه ملی زنان هنرمند، واشینگتن[۶]
- موزه هنر ایندیاناپلیس، ایندیاناپلیس[۷]
- موزه هنر هاروارد، کمبریج[۸]
- موزه هنرهای زیبا (هیوستون)[۹]
- موزه متروپولیتن هنر، نیویورک[۱۰]
- موزه هنرهای معاصر سان فرانسیسکو[۱۱]
- موزه هنر دانشگاه پرینستون، پرینستون[۱۲]